# Abusir
Abusir (arabsko ابو صير‎‎  [æbuˈsˤiːɾ], egipčansko pr wsjr, koptsko ⲃⲟⲩⲥⲓⲣⲓ, busiri, Ozirisova hiša (ali tempelj), starogrško Βούσιρις, latinizirano: Vusiris) je ime, ki so ga egiptologi dali arheološkemu najdišču, obširni nekropoli iz obdobja Starega kraljestva v bližini sodobnega Kaira. Poimenovali so ga po bližnji vasi z enakim imenom.
Abusir leži nekaj kilometrov severno od Sakare in je bil, tako kot Sakara, eno od glavnih pokopališč egipčanske prestolnice Memfis. V primerjavi z  obsežnim poljem piramid, ki se razteza od Gize do Sakare,  je Abusir relativno majhen. V obdobju Pete dinastije je postal prestižno pokopališče memfiške elite, ker je zaradi gradnje piramid v obdobju Četrte dinastije  v sosednji Gizi zmanjkalo prostora za gradnjo monumentalnih pogrebnih spomenikov. 
Nekropola je bila do zdaj največji vir starih kraljevskih papirusov, tako imenovanih Abusirskih papirusov. V poznem 19.  stoletju so številni zahodni muzeji pridobili zbirke papirusov iz administrativnih (tempeljskih) evidenc enega od abusirskih pogrebnih kultov – kulta kralja Neferirkareja Kakaija. To odkritje so v poznem dvajsetem stoletju dopolnila izkopavanja čeških arheologov, ki so odkrili papiruse še dveh kultnih kompleksov, ki sta pripadala faraonu Neferefreju (ali Raneferefuju) in njegovi materi, kraljici Kentkaus II. Češki Institut za egiptologijo na Fakulteti za umetnost Karlove univerze v Pragi v Abusirju izkopava od leta 1976. Dela trenutno vodi Miroslav Bárta.
V bližini starodavnega mesta Busiris so pomembne katakombe, južno od njega pa je bilo verjetno še eno veliko pokopališče. 

## Nekropola
Na najdišču je štirinajst pogrebnih piramid iz pete dinastije. Kakovost njihove gradnje v primerjavi s piramidami iz četrte dinastije je mnogo slabša, kar lahko kaže na zmanjšanje moči vladarjev ali manj živahno trgovanje.  Piramide so mnogo manjše od starejših, in zgrajene iz manj kakovostnega lokalnega kamna. Vse velike abusirske piramide so bile stopničaste. Izjema je največja (Neferirkarejeva) piramida, ki je bila prvotno stopničasta, kasneje pa z nekakovostno zazidavo stopnic  preurejena v »pravo« piramido. Visoka je približno sedemdeset metrov.

### Velike piramide
V Abusirju so tri velike piramide:
- piramida Neferirkare Kakaija, ki je najvišja
- Niuserejeva, ki je najbolj ohranjena
- Sahurejeva, znana po prefinjenih reliefih

### Male piramide
- nepopolna Neferefrejeva piramida
- piramida kraljice Kentkaus II, Neferirkarejeve žene in matere Neferefra in Niuserja
- nedokončana Šepseskafova piramida[2]
- Lepsijina piramida št. 24, ki je pripadala ženski, verjetno kraljici. Med znaki graditeljev je ime vezirja Ptahshepsesa, kar jo datira v vladavino faraona Njusereja[2]
- Lepsijina piramida št. 25, ki je verjetno pripadala kraljici iz pete dinastije[2]

### Mastabe dvorjanov
V neposredni bližini piramid vladarjev so grobnice visokih državnih uradnikov in njihovih družinskih članov:
- mastaba Njuserejevega vezirja Ptahshepsesa
- mastaba princa Naktkareja, sina Raneferefa ali Njusereja

### Abusir jug
Neposredno severno od Sakare je pokopališče nižjih uradnikov Starega kraljestva, med njimi
- grob Itija, tretja dinastija
- grob svečenika Hetepija, začetek tretje dinastije
- grob arhitekta in svečenika Kaaperja, četrta dinastija
- grob svečenika Rahotepa, konec pete dinastije
- grob svečenika Fetektija, konec pete dinastije
- grobovi vezirja Karja in njegovih sinov, šesta dinastija
- skalna grobnica voznika triumfalne kočije Naktmina

### Saitsko-perzijsko pokopališče
Na majhnem griču neposredno južno od Neferefrejeva piramide je pokopališče iz saitskega obdobja, na katerem so
- grob Udjahoresneta
- grob Iufaa
- grob Menekibneka
- grob Padihorja
- grob št. 3

Med nemiri leta 2011 so grobišče oplenili in poškodovali. Del lažnih vrat iz grobnice svečenika Rahotepa so ukradli in vlomili v skladiščne prostore. Sistematično plenjenje se je nadaljevalo do leta 2013 z organiziranim izkopavanjam in uničevanjem grobnic in mumij.